# 충청남도의 기념물 (제101호 ~ 제200호)
충청남도 기념물은 지방기념물 중에서 충청남도 내에 있는 문화재를 의미한다. 최고의 문화재로 지정되지 않은 것들 중 패총, 고분, 성지, 궁지 등의 사적지 중 역사적, 학술적 가치가 있는 것, 경승지로서 예술적 기교, 관람 가치가 있는 및 동물, 식물, 광물, 동굴 등에서 학술적인 가치가 있는 것"을 대상으로 충청남도지사가 조례에 따라 지정한다.

## 지정목록

### 제101호 ~ 제200호
| 번호  | 사진 | 명칭                                                           | 소재지                                                | 관리자 (단체)                       | 지정일                                                                  | 참조 |
| 101호 |      | 홍대용선생묘 (洪大容先生墓)                                    | 충남 천안시 수신면 장산리462-22                       | 홍승주                              | 1996년 2월 27일 지정                                                    |      |
| 102호 |      | 부여능안골고분군 (扶餘능안골古墳群)                            | 충남 부여군 부여읍 능산리 75-7외 16필                 | 부여군                              | 1996년 11월 30일 지정, 2000년 7월 21일 해제, 사적 제420호로 승격        |      |
| 103호 |      | 이응로선생사적지 (李應魯先生事蹟地)                            | 충남 예산군 덕산면 사천리 산41                        | 이종진                              | 1996년 11월 30일 지정                                                   |      |
| 104호 |      | 직산사산성 (稷山蛇山城)                                        | 충남 천안시 직산읍 군동리 산10-4                      | 천안시                              | 1997년 8월 5일 지정                                                     |      |
| 105호 |      | 천안세성산성 (天安細城山城)                                    | 충남 천안시 성남면 화성리 산25                        | 천안시                              | 1997년 8월 5일 지정                                                     |      |
| 106호 |      | 천안백석동선사유적및백제토성 (天安白石洞先史遺蹟및百濟土城)    | 충남 천안시 백석동 527-8                              | 천안시                              | 1997년 8월 5일 지정                                                     |      |
| 107호 |      | 당진필경사 (唐津筆耕舍)                                        | 충남 당진시 송악면 부곡리 251-12                      | 당진시                              | 1997년 12월 23일 지정                                                   |      |
| 108호 |      | 목천향교 (木川鄕校)                                            | 충남 천안시 목천읍 교촌리129                          | 목천향교                            | 1997년 12월 23일 지정                                                   |      |
| 109호 |      | 직산향교 (稷山鄕校)                                            | 충남 천안시 직산읍 군서리164-1                        | 직산향교                            | 1997년 12월 23일 지정                                                   |      |
| 110호 |      | 천안향교 (天安鄕校)                                            | 충남 천안시 유량동190-2                               | 천안향교                            | 1997년 12월 23일 지정                                                   |      |
| 111호 |      | 남포향교 (藍捕鄕校)                                            | 충남 보령시 남포면 옥동리 9                           | 남포향교                            | 1997년 12월 23일 지정                                                   |      |
| 112호 |      | 보령향교 (保寧鄕校)                                            | 충남 보령시 주포면 보령리 47-1                        | 보령향교                            | 1997년 12월 23일 지정                                                   |      |
| 113호 |      | 신창향교 (新昌鄕校)                                            | 충남 아산시 신창면 읍내리 320-3                       | 신창향교                            | 1997년 12월 23일 지정                                                   |      |
| 114호 |      | 아산향교 (牙山鄕校)                                            | 충남 아산시 영인면 아산리 643                         | 아산향교                            | 1997년 12월 23일 지정                                                   |      |
| 115호 |      | 온양향교 (溫陽鄕校)                                            | 충남 아산시 읍내동 209                                | 온양향교                            | 1997년 12월 23일 지정                                                   |      |
| 116호 |      | 서산향교 (瑞山鄕校)                                            | 충남 서산시 동문동 580                                | 서산향교                            | 1997년 12월 23일 지정                                                   |      |
| 117호 |      | 해미향교 (海美鄕校)                                            | 충남 서산시 해미면 오학리 226                         | 해미향교                            | 1997년 12월 23일 지정                                                   |      |
| 118호 |      | 노성향교 (魯城鄕校)                                            | 충남 논산시 노성면 교촌리 308                         | 노성향교                            | 1997년 12월 23일 지정                                                   |      |
| 119호 |      | 연산향교 (連山鄕校)                                            | 충남 논산시 연산면 관동리 431                         | 연산향교                            | 1997년 12월 23일 지정                                                   |      |
| 120호 |      | 은진향교 (恩津鄕校)                                            | 충남 논산시 은진면 교촌리 19                          | 은진향교                            | 1997년 12월 23일 지정                                                   |      |
| 121호 |      | 금산향교 (錦山形校)                                            | 충남 금산군 금산면 상리 4                             | 금산향교                            | 1997년 12월 23일 지정                                                   |      |
| 122호 |      | 진산향교 (珍山鄕校)                                            | 충남 금산군 진산면 교촌리 355                         | 진산향교                            | 1997년 12월 23일 지정                                                   |      |
| 123호 |      | 연기향교 (燕岐鄕校)                                            | 충남 연기군 남면 교촌3길 13                           | 연기향교                            | 1997년 12월 23일 지정, 2012년 7월 1일 해제, 세종 기념물 제6호로 재지정  |      |
| 124호 |      | 전의향교 (全義鄕校)                                            | 충남 연기군 전의면 북촌1길 5-18                       | 전의향교                            | 1997년 12월 23일 지정, 2012년 7월 1일 해제, 세종 기념물 제7호로 재지정  |      |
| 125호 |      | 부여향교 (扶餘鄕校)                                            | 충남 부여군 부여읍 동남리 445-1외 1필지               | 부여향교                            | 1997년 12월 23일 지정                                                   |      |
| 126호 |      | 석성향교 (石城鄕校)                                            | 충남 부여군 석성면 석성리 646-2                       | 석성향교                            | 1997년 12월 23일 지정                                                   |      |
| 127호 |      | 임천향교 (林川鄕校)                                            | 충남 부여군 임천면 군사리 213                         | 임천향교                            | 1997년 12월 23일 지정                                                   |      |
| 128호 |      | 홍산향교 (鴻山鄕校)                                            | 충남 부여군 홍산면 교원리 233                         | 홍산향교                            | 1997년 12월 23일 지정                                                   |      |
| 129호 |      | 비인향교 (庇仁鄕校)                                            | 충남 서천군 비인면 성내리 169외 1필지                 | 비인향교                            | 1997년 12월 23일 지정                                                   |      |
| 130호 |      | 서천향교 (舒川鄕校)                                            | 충남 서천군 서천읍 군사리 315                         | 서천향교                            | 1997년 12월 23일 지정                                                   |      |
| 131호 |      | 한산향교 (韓山鄕校)                                            | 충남 서천군 한산면 지현리 389                         | 한산향교                            | 1997년 12월 23일 지정                                                   |      |
| 132호 |      | 정산향교 (定山鄕校)                                            | 충남 청양군 정산면 칠갑산로 1849-29(서정리 516-2)     | 정산향교                            | 1997년 12월 23일 지정                                                   |      |
| 133호 |      | 청양향교 (靑陽鄕校)                                            | 충남 청양군 청양읍 향교길 26(교월리 34-1)             | 청양향교                            | 1997년 12월 23일 지정                                                   |      |
| 134호 |      | 결성향교 (結城鄕校)                                            | 충남 홍성군 결성면 읍내리 586                         | 결성향교                            | 1997년 12월 23일 지정                                                   |      |
| 135호 |      | 홍주향교 (洪州鄕校)                                            | 충남 홍성군 홍성읍 대교리 239-1                       | 홍주향교                            | 1997년 12월 23일 지정                                                   |      |
| 136호 |      | 대흥향교 (大興鄕校)                                            | 충남 예산군 대흥면 교촌향교길 88                      | 대흥향교                            | 1997년 12월 23일 지정                                                   |      |
| 137호 |      | 덕산향교 (德山鄕校)                                            | 충남 예산군 덕산면 사동리 121                         | 덕산향교                            | 1997년 12월 23일 지정                                                   |      |
| 138호 |      | 예산향교 (禮山鄕校)                                            | 충남 예산군 예산읍 향교길 31(향천리 132-1)            | 예산향교                            | 1997년 12월 23일 지정                                                   |      |
| 139호 |      | 태안향교 (泰安鄕校)                                            | 충남 태안군 태안읍 동문리 725                         | 태안향교                            | 1997년 12월 23일 지정                                                   |      |
| 140호 |      | 당진향교 (唐津鄕校)                                            | 충남 당진시 당진읍 읍내리 215-1                       | 당진향교                            | 1997년 12월 23일 지정                                                   |      |
| 141호 |      | 면천향교 (沔川鄕校)                                            | 충남 당진시 면천면 성하리 513                         | 면천향교                            | 1997년 12월 23일 지정                                                   |      |
| 142호 |      | 공주중동성당 (公州中洞聖堂)                                    | 충남 공주시 중동 31-2                                 | 공주중동성당                        | 1998년 7월 25일 지정                                                    |      |
| 143호 |      | 부여금사리성당 (扶餘金寺里聖堂)                                | 충남 부여군 구룡면 금사리 334                         | 금사리 성당                         | 1998년 7월 25일 지정                                                    |      |
| 144호 |      | 아산공세리성당 (牙山貢稅里聖堂)                                | 충남 아산시 인주면 공세리 194-1                       | 공세리 성당                         | 1998년 7월 28일 지정                                                    |      |
| 145호 |      | 당진합덕성당 (唐津合德聖堂)                                    | 충남 당진시 합덕면 합덕읍 합덕성당2길 16 (합덕리 275) | 합덕성당                            | 1998년 7월 28일 지정                                                    |      |
| 146호 |      | 김대건신부생가지 (金大建神父生家址)                            | 충남 당진시 우강면 송산리 115 및 116                  | 대전교구천주교회유지재단            | 1998년 7월 28일 지정, 2014년 9월 26일 해제, 사적 제529호로 승격         |      |
| 147호 |      | 공주정지산백제유적 (公州艇止山百濟遺蹟)                        | 충남 공주시 금성동 산1외 4필                          | 공주시                              | 1998년 7월 28일 지정, 2006년 11월 6일 해제, 사적 제474호으로 승격       |      |
| 148호 |      | 천안성거산위례성 (天安聖居山慰禮城)                            | 충남 천안시 북면 운용리 산81                          | 천안시                              | 1998년 7월 25일 지정                                                    |      |
| 149호 |      | 홍성신금성 (洪城神衿城)                                        | 충남 홍성군 결성면 금곡리 228-1외 15필                | 홍성군                              | 1998년 7월 28일 지정                                                    |      |
| 150호 |      | 예산가야사지 (禮山伽倻寺址)                                    | 충남 예산군 덕산면 상가리 107-31외 22필               | 예산군청                            | 1998년 12월 24일 지정                                                   |      |
| 151호 |      | 김정희선생필적암각문 (金正喜先生筆蹟岩刻文)                    | 충남 예산군 신암면 용궁리 산73-5                      | 화암사주지                          | 1998년 12월 24일 지정                                                   |      |
| 152호 |      | 성동은행나무 (城東銀杏나무)                                    | 충남 논산시 성동면 개척리 228-1                       | 성결교회                            | 2000년 1월 11일 지정                                                    |      |
| 153호 |      | 은산당산성 (恩山堂山城)                                        | 충남 부여군 은산면 은산리                             | 부여군                              | 2000년 1월 11일 지정                                                    |      |
| 154호 |      | 금산이치대첩지 (錦山梨峙大捷址)                                | 충남 금산군 진산면 묵산리 산79-34외 1필지             | 금산군                              | 2000년 9월 20일 지정                                                    |      |
| 155호 |      | 예산효교리매향비 (禮山孝橋里埋香碑)                            | 충남 예산군 봉산면 효교리 산45-7                      | 이영희                              | 2001년 6월 30일 지정                                                    |      |
| 156호 |      | 태안흥주사은행나무 (泰安興住寺銀杏나무)                        | 충남 태안군 태안읍 상옥리 1154                        | 흥주사                              | 2001년 6월 30일 지정                                                    |      |
| 157호 |      | 연기양화리은행나무 (燕岐陽化里銀杏나무)                        | 충남 연기군 남면 양화리 88-5, 108-2                   | 부안임씨전서공파종중                | 2001년 6월 20일 지정, 2012년 7월 1일 해제, 세종 기념물 제8호로 재지정   |      |
| 158호 |      | 부여수신리반송 (扶餘水新里盤松)                                | 충남 부여군 외산면 수신리 산9                         | 부여군                              | 2002년 1월 10일 지정                                                    |      |
| 159호 |      | 보령장현리귀학송 (保寧長峴里歸鶴松)                            | 충남 보령시 청라면 장현리 70-2외7                     | 한산이씨동계공파종중                | 2002년 1월 10일 지정                                                    |      |
| 160호 |      | 예산대흥향교은행나무 (禮山大興鄕校은행나무)                    | 충남 예산군 대흥면 교촌향교길 88                      | 대흥면                              | 2002년 8월 10일 지정                                                    |      |
| 161호 |      | 부여부소산성서복사지 (扶餘扶蘇山城西覆寺址)                    | 충남 부여군 부여읍 구아리 산24외 1필지                | 부여군                              | 2004년 4월 10일 지정                                                    |      |
| 162호 |      | 당진성상리산성 (唐津城上里山城)                                | 충남 당진시 면천면 성상리 83번지 외 6필지             | 당진시                              | 2004년 4월 10일 지정                                                    |      |
| 163호 |      | 당진안국사지매향암각 (唐津安國寺地埋香岩刻)                    | 충남 당진시 정미면 수당리                             | 대한불교조계종석불사                | 2004년 4월 10일 지정                                                    |      |
| 164호 |      | 예산성당 (禮山聖堂)                                            | 충남 예산군 예산읍 예산로 161번길 10(예산리 664)      | 예산성당                            | 2004년 4월 10일 지정                                                    |      |
| 165호 |      | 홍성결성읍성 (洪城結城邑城)                                    | 충남 홍성군 결성면 읍내리 산28-2                      | 홍성군수                            | 2004년 4월 10일 지정                                                    |      |
| 166호 |      | 천안김시민장군유허지 (天安金時敏將軍遺墟址)                    | 충남 천안시 병천면 가전리460-1                        | 천안시                              | 2004년 4월 10일 지정                                                    |      |
| 167호 |      | 금산양지리팽나무연리목 (錦山陽地里팽나무연리목)                | 충남 금산군 금산읍 양지리 49-3                        | 금산군수                            | 2004년 4월 10일 지정                                                    |      |
| 168호 |      | 공주금학동고분군 (公州錦鶴洞古墳群)                            | 충남 공주시 금학동 45-5외 3필지                       | 공주시                              | 2004년 4월 10일 지정                                                    |      |
| 169호 |      | 서산휴암리선사유적지 (瑞山休岩里先史遺蹟址)                    | 충남 서산시 해미면 휴암리 산 8번지 일원               | 서산시                              | 2005년 10월 31일 지정                                                   |      |
| 170호 |      | 서산송곡사향나무 (瑞山松谷祠향나무)                            | 충남 서산시 인지면 애정리 495번지                     | 송곡사(유림)                        | 2005년 10월 31일 지정, 2018년 5월 3일 해제, 천연기념물 제553호로 승격   |      |
| 171호 |      | 홍성오관리느티나무 (홍성오관리느티나무)                        | 충남 홍성군 홍성읍 오관리 98                          | 홍성군수                            | 2005년 10월 31일 지정                                                   |      |
| 172호 |      | 서산해미읍성회화나무 (瑞山海美邑城회화나무)                    | 충남 서산시 해미면 읍내리 32-2                        | 서산시                              | 2008년 4월 10일 지정                                                    |      |
| 173호 |      | 서산향교은행나무 (瑞山鄕校은행나무)                            | 충남 서산시 향교1로 26(동문동 580)                    | 서산시                              | 2008년 4월 10일 지정                                                    |      |
| 174호 |      | 서산여미리비자나무 (瑞山余美里비자나무)                        | 충남 서산시 운산면 산 20                              | 서산시                              | 2008년 4월 10일 지정                                                    |      |
| 175호 |      | 천안 성거산 천주교 교우촌터 (天安 聖居山 天主敎 교우촌터)      | 충남 천안시 동남구 북면 납안리 산46-1외 2             | 천주교대전교구                      | 2008년 12월 22일 지정                                                   |      |
| 176호 |      | 당진신리다블뤼주교유적지 (唐津新里다블뤼主敎遺蹟址)            | 충남 당진시 합덕읍 신리                               | 재단법인대전교구천주교유지재단      | 2008년 12월 22일 지정                                                   |      |
| 177호 |      | 예산여사울이존창생가터 (禮山여사울李存昌生家攄)                | 충남 예산군 신암면 신종리 105-3외 2필지               | 천주교유지재단대전교구              | 2008년 12월 22일 지정                                                   |      |
| 178호 |      | 공주 황새바위 천주교순교유적 (公州 황새바위 天主敎殉敎遺蹟)    | 충남 공주시 교동 1-6                                  | 대전교구 천주교회 유지재단          | 2008년 12월 22일 지정                                                   |      |
| 179호 |      | 보령 산수동 소나무 (保寧 山水洞 소나무)                        | 충남 보령시 오천면 갈현리 산28번지                    | 보령시                              | 2009년 10월 20일 지정                                                   |      |
| 180호 |      | 서천당정리고분군 (舒川堂丁里古墳群)                            | 충남 서천군 당정리17-4외7필지                         | 서천군수                            | 2010년 2월 22일 지정                                                    |      |
| 181호 |      | 연기 박안생의 묘 (燕岐 朴安生 墓)                              | 충남 연기군                                           | 순천박씨 종중                       | 2010년 12월 30일 지정, 2012년 7월 1일 해제, 세종 기념물 제10호로 재지정 |      |
| 182호 |      | 부여 정흥인의 묘                                               | 충남 부여군 부여읍 능안로7번길 20                     | 하동정씨문성공파종중                | 2010년 12월 30일 지정                                                   |      |
| 183호 |      | 공주 이귀의 묘 (公州 李貴의 墓)                                | 충남 공주시 이인면 만수리 산4-5                       | 연안이씨종중                        | 2010년 12월 30일 지정                                                   |      |
| 184호 |      | 예산 이산해의 묘                                               | 충남 예산군 대술면 상항방산로 319-50                  | 한산이씨 종중                       | 2010년 12월 30일 지정                                                   |      |
| 185호 |      | 당진 이의무의 묘 및 신도비 (唐津 李宜茂의 墓 및 神道碑)        | 충남 당진시 송산면 능안길 160(도문리 산78-1)          | 이경렬                              | 2010년 12월 30일 지정                                                   |      |
| 186호 |      | 공주 단지리 고분군 (公州 丹芝里 古墳群)                        | 충남 공주시 단지리 275-1번지 일원                     | 공주시청                            | 2011년 7월 20일 지정                                                    |      |
| 187호 |      | 부여 염창리고분군                                              | 충남 부여군 부여읍 염창리 1-12외                      | 부여군                              | 2011년 7월 20일 지정                                                    |      |
| 188호 |      | 보령 갈매못 천주교 순교지 (保寧 갈매못 天主敎 殉敎地)          | 충남 보령시 오쳔면 영보리 375, 375-2,375-3번지        | (재)대전교구 천주교유지재단         | 2013년 2월 12일 지정                                                    |      |
| 189호 |      | 아산전윤장묘 (牙山全允臧墓)                                    | 충남 아산시 배방읍 세출리 산1                         | 천안전씨도정공종중회                | 2013년 11월 11일 지정                                                   |      |
| 190호 |      | 계룡 사계고택 (鷄龍 沙溪古宅)                                  | 충남 계룡시 사계로 122-4                              | 광산김씨은농재종중                  | 2013년 11월 11일 지정                                                   |      |
| 191호 |      | 보령 원홍주 등 6군상무사 임소 (保寧 元洪州 等 六郡商務社 任所) | 충남 보령시 청소면 석포길 17 (죽림리 232)             | 원홍주 등 6군상무사                 | 2016년 7월 11일 지정                                                    |      |
| 192호 |      | 공주 마곡사 (公州 麻谷寺)                                      | 충남 공주시 사곡면 마곡사로 96 일원                   | 대한불교조계종 공주 마곡사 (마곡사) | 2018년 1월 22일 지정                                                    | ,    |
| 193호 |      | 보령 학성리 공룡발자국화석 (保寧 鶴城里 恐龍발자국化石)        | 충남 보령시 천북면 학성리 산45 지선 공유수면          | 국유(보령시)                        | 2019년 5월 30일 지정                                                    | ,    |
| 194호 |      | 부여 홍산객사 은행나무 (扶餘 鴻山客舍 銀杏나무)                | 충남 부여군 홍산면 북촌리 211-1 일원                  | 부여군(부여군)                      | 2019년 12월 2일 지정                                                    | ,    |